# Anita Todesco
Anita Todesco (Prato, 14 giugno 1932 – Prato, 15 luglio 2015) è stata un'attrice italiana.

## Biografia
Allieva del Centro Sperimentale di Cinematografia di Roma, si diploma nel 1955. Negli anni '60 ha recitato come attrice in numerosi film in costume, commedie all'italiana, musicarelli (Il ladro di Bagdad, Morgan il pirata, Viaggio di nozze all'italiana, Le magnifiche sette, La donna degli altri è sempre più bella, 2 samurai per 100 geishe, La sceriffa, Siamo tutti pomicioni), ha preso parte in spettacoli teatrali con Macario, Sandra Mondaini, Arnoldo Foà, ecc. 
Lascia lo spettacolo alla fine degli anni '60 e per molti anni si dedica al lavoro con persone disabili. Si laurea in pedagogia, supera l'esame di stato come psicologa in età già matura e continua con passione a dedicarsi nel sociale attraverso progetti di recupero nelle carceri.

### Vita privata
Ha due figli, Luca Ruggero Jacovella e Luce Jacovella.

## Filmografia parziale
- Presentimento, regia di Armando Fizzarotti (1956)
- Agosto, donne mie non vi conosco, regia di Guido Malatesta (1959)
- La duchessa di Santa Lucia, regia di Roberto Bianchi Montero (1959)
- La battaglia di Maratona, regia di Bruno Vailati (1959)
- La sceriffa, regia di Roberto Bianchi Montero (1959)
- Il ladro di Bagdad, regia di Bruno Vailati (1960)
- La rivolta dei mercenari, regia di Piero Costa (1960)
- La vendetta dei barbari, regia di Giuseppe Vari (1960)
- L'ultimo zar, regia di Pierre Chenal (1960)
- Morgan il pirata, regia di Primo Zeglio (1960)
- Space Men, regia di Antonio Margheriti (1960)
- Che femmina!! e... che dollari!, regia di Giorgio Simonelli (1961)
- Le magnifiche 7, regia di Marino Girolami (1961)
- La spada della vendetta, regia di Luigi De Marchi (1961)
- Ursus e la ragazza tartara, regia di Remigio Del Grosso (1961)
- Dieci italiani per un tedesco (Via Rasella), regia di Filippo Walter Ratti (1962)
- La donna degli altri è sempre più bella, regia di Marino Girolami (1962)
- 2 samurai per 100 geishe, regia di Giorgio Simonelli (1962)
- Le sette spade del vendicatore, regia di Riccardo Freda (1962)
- L'ira di Achille, regia di Marino Girolami (1962)
- La notte dell'innominato, regia di Luigi Demar (1962)
- Twist, lolite e vitelloni, regia di Marino Girolami (1962)
- Adultero lui, adultera lei, regia di Raffaello Matarazzo (1963)
- D'Artagnan contro i 3 moschettieri, regia di Fulvio Tului (1963)
- Napoleone a Firenze, regia di Piero Pierotti (1963)
- Siamo tutti pomicioni, regia di Marino Girolami (1963)
- Cleopazza, regia di Carlo Moscovini (1964)
- Il pirata del diavolo, regia di Roberto Mauri (1964)
- Il tramontana, regia di Adriano Barbaro (1964)
- Veneri al sole, regia di Marino Girolami (1964)
- Zorikan lo sterminatore, regia di Roberto Mauri (1964)
- 002 agenti segretissimi, regia di Lucio Fulci (1964)
- L'incendio di Roma, regia di Guido Malatesta (1965)
- Agente segreto 777 - Invito ad uccidere, regia di Henry Bay (1966)
- 7 magnifiche pistole, regia di Romolo Guerrieri (1966)
- Viaggio di nozze all'italiana, regia di Mario Amendola (1966)
- Il mostro di Venezia, regia di Dino Tavella (1964, ma distribuito nel 1967)
- Assassino senza volto, regia di Angelo Dorigo (1968)

## Prosa televisiva Rai
- In pretura di Giuseppe Ottolenghi e Mario Amendola, regia di Erminio Macario e Lino Procacci, con Erminio Macario, Giulio Girola, Nico Pepe, Anita Todesco, Valeria Fabrizi, Carlo Campanini, trasmesso il 23 luglio 1969.

## Doppiatrici
- Flaminia Jandolo in La battaglia di Maratona
- Benita Martini in Il pirata del diavolo